# Bèlagarda de Rasés
Bèlagarda de Rasés (en francès Bellegarde-du-Razès) és un municipi francès situat al departament de l'Aude i a la regió d'Occitània.